# Kalanchoe miniata
Kalanchoe miniata ist eine Pflanzenart der Gattung Kalanchoe in der Familie der Dickblattgewächse (Crassulaceae).

## Beschreibung
Die mehrjährigen, vollständig kahlen Sträucher mit anfangs niederliegenden, kriechenden Ästen, die später aufrecht sind, erreichen Wuchshöhen von 30 bis 80 Zentimeter. Die gestielten, stängelumfassenden, gezähnten Blätter sind rundlich dreieckig und werden 2,5 bis 8 Zentimeter lang. Die Blattoberseite ist rot gefleckt. Der Blütenstand hat wenige, hängende, glockige Blüten die bis 2,5 Zentimeter lang werden.

## Systematik, Chromosomenzahl und Verbreitung
Kalanchoe miniata ist in Zentral-Madagaskar verbreitet.
Die Erstbeschreibung erfolgte 1857 durch Carl Theodor Hilsenberg und Wenceslas Bojer. Die zahlreichen Varietäten werden heute als Synonyme der Art angesehen.
Die Chromosomenzahl ist {\displaystyle 2n=34}.

## Nachweise